# (What’s So Funny ’Bout) Peace, Love, and Understanding

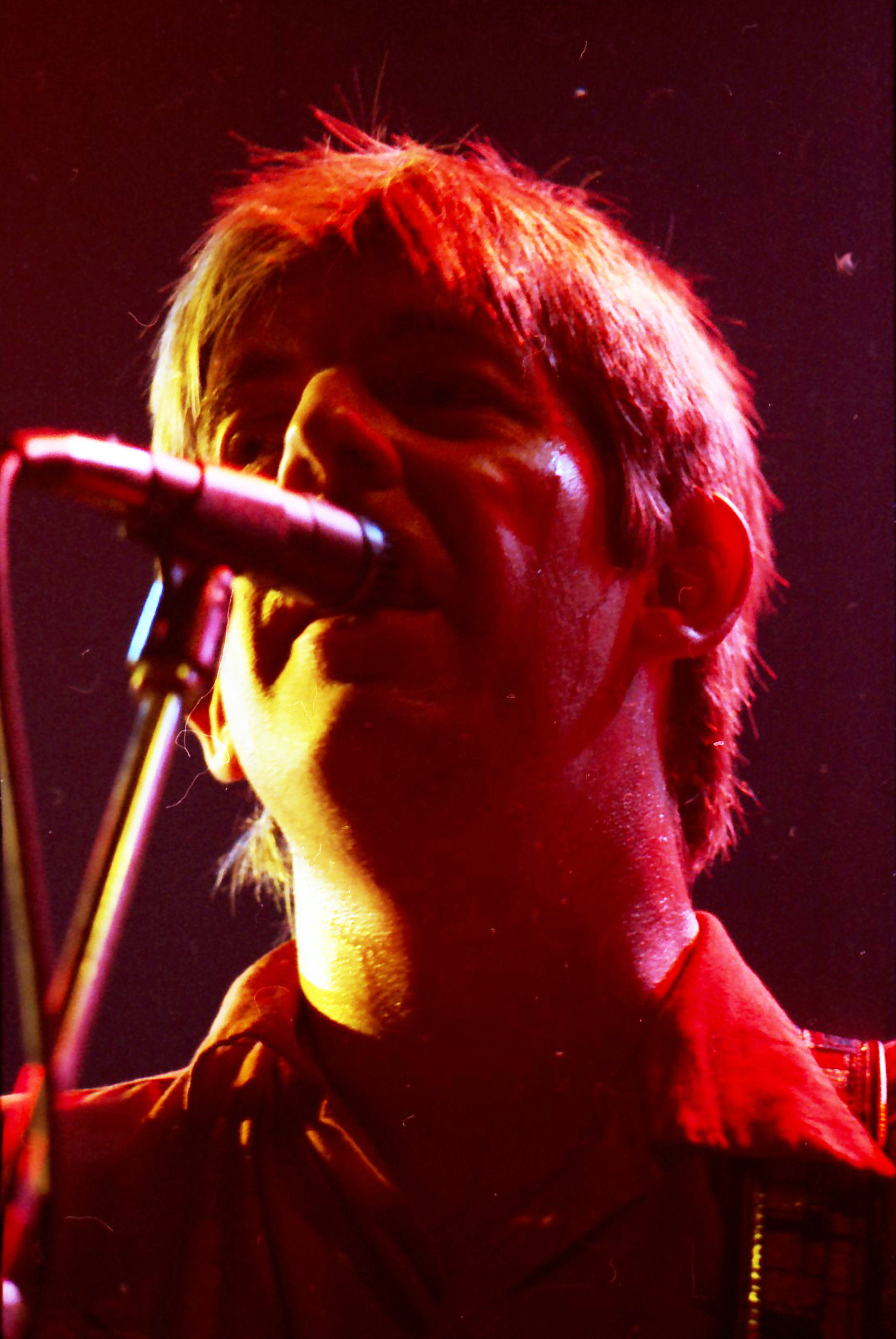
Nick Lowe występujący z zespołem Rockpile w Danforth Music Hall w Toronto

(What’s So Funny ’Bout) Peace, Love, and Understanding – piosenka napisana w 1970 roku przez brytyjskiego muzyka Nicka Lowe’a. Największą popularność zyskała w wykonaniu Elvisa Costello z zespołem The Attractions.
Po raz pierwszy została nagrana na płycie z 1974 roku The New Favourites of Brinsley Schwarz w wykonaniu zespołu Lowe’a Brinsley Schwarz.
Piosenka doczekała się dziesiątków różnych coverów, pojawiła się m.in. w ścieżce dźwiękowej filmów Bodyguard (1992) i Między słowami (2003).